# Не диши
Не диши (енгл. Don't Breathe) је амерички хорор филм из 2016. године, режисера Федеа Алвареза и продуцента Сема Рејмија са Џејн Леви, Стивеном Лангом, Диланом Минетом и Данијелом Зоватом у главним улогама. Добио је Награду Сатурн за најбољи хорор филм и остварио велики финансијски успех зарадивши преко 157 милиона $, са буџетом мањим од 10 милиона долара. Радња је фокусирана на троје пријатеља, који у покушају да опљачкају слепог човека долазе у ситуацију да се боре да извуку живу главу.
За разлику од његовог претходног рада на римејку Зле смрти, Алварез је одлучио да овога пута његов филм буде са доста мање крви, оригиналном причом, са више напетости и без натприродних елемената. Филм је најављен 2014. под оригиналним насловом Човек у мраку. Снимање је трајало непуних месец дана, током јуна и јула 2015. у Детроиту.
Филм је изазвао веома позитивне реакције, како публике тако и критичара. Сајт Rotten Tomatoes га је оценио са 88%, а Metacritic просечном оценом 7,6/10. Бројни часописи су га прогласили за најбољи амерички хорор филм у последњих 20 година, што је и истакнуто на постеру филма.

## Радња
Роки, Алекс и Мани су троје детроитских лопова, који живе од крађе и проваљивања у станове богаташа. Након низа успешних крађи, они за своју наредну мету одређују слепог инвалида Заливског рата, Нормана Нордстрома, који је добио огромну суму новца од богаташице Синди Робертс, која је убила његову ћерку у саобраћајној несрећи.
Лопови упадају у Нордстромову кућу, али не знају да он није тако беспомоћан као што изгледа.

## Улоге
| Глумац            | Улога            |
| ----------------- | ---------------- |
| Џејн Леви         | Роксана „Роки”   |
| Стивен Ланг       | Норман Нордстром |
| Дилан Минет       | Алекс            |
| Данијел Зовато    | Мани             |
| Франциска Теречик | Синди Робертс    |
| Ема Берковичи     | Диди             |
| Кристијан Загија  | Раул             |
| Катја Бокор       | Џинџер           |
| Сергеј Онопко     | Тревор           |